# Igrinskij rajon
L'Igrinskij rajon (in russo Игринский район?, in lingua udmurta Эгра ёрос) è un municipal'nyj rajon della Repubblica Autonoma dell'Udmurtia, in Russia. Istituito il 1º luglio 1937, occupa una superficie di circa 2 266,9 chilometri quadrati, ha come capoluogo il villaggio di Igra e una popolazione di 33 468 abitanti. Il distretto è suddiviso in 15 comuni rurali.